# C. Viper
Crimson Viper (comúnmente abreviado como C. Viper) es el alias de Maya, personaje ficticio femenino de la serie de videojuegos de lucha Street Fighter creado y desarrollado por la empresa Capcom. Agente secreta estadounidense de la CIA, y joven madre soltera, a cargo del Battle Suit Project, entra al torneo de Street Fighter para la adquisición de datos del Battle Suit, pero sus verdaderos motivos para la participación es el conseguir información del BLECE Project, además de ejecutar al "Número 15". El personaje de la Detective Maya Sunee, de la película Street Fighter: The Legend of Chun-Li, está basado en Crimson Viper según comentarios que hay en el making-off del DVD y Blu-Ray.

## Apariencia
C. Viper tiene un peinado crestado y acabado en trenza, su cabello es rojizo (de tono carmesí, de ahí su alias) y largo. Sus ojos son verdosos y su piel bronceada. De figura delgada, exuberante, y alta estatura.
Su traje original es lo más parecido a un esmoquin, compuesta por: una chaqueta negra con varios botones y confeccionada en satín. Una camisa de cuello pajarita y color blanco con una corbata negra. Y unos pantalones negros que se combinan en material con el de la solapa de la chaqueta.
También puede llevar trajes alternativos al original, uno fue añadido en Street Fighter IV: de chaqueta roja y acabado en cola con una camisa blanca dejando el vientre al descubierto y unos pantalones oscuros; otro añadido en Super Street Fighter IV: traje especial futurista rojizo; otro más es añadido en la versión arcade de Super Street Fighter IV: es un conjunto de chaqueta blanca con falda larga y tacones dando una apariencia de científica.
En todos sus trajes lleva equipado su Battle Suit, un equipo de alta tecnología basado en artilugios dotados de varias características. Consta de unos guantes metalizados para conducir cargas eléctricas y obtener una gran fuerza. También se le añade unas botas de tacón alto que expulsan fuego, también permiten a su dueña "volar" y moverse con rapidez. También se la ve con unas gafas de sol con lentes amarillas, posiblemente para su mejora visual y de precisión, entre otros factores.
Los guantes que usa y los zapatos que la hacen volar es posible que estén basados en los guantes y botas que usa Bison (interpretado por Raul Julia) en la película "Street Fighter" de 1994.

## Personalidad
C. Viper es fría y calculadora, mira por encima del hombro a los demás con aires de superioridad, sin embargo, muestra interés por los asuntos y problemas de los otros luchadores con comentarios que hace al final de cada combate ganado. También muestra indiferencia hacia los sentimientos de las demás personas, sólo da importancia a su trabajo en el cual se divierte, prefiere eso a las tareas domésticas. Aun así, sale a relucir su lado más amable con su hija, Lauren, a la que quiere mucho.

## Historia
C. Viper ya infiltrada como miembro de S.I.N. es mandada por la organización a descubrir el paradero de Ryu. Ella aun así no le da importancia al hombre ya que no tenía trabajo, ní hogar, pensaba que era un simple vagabundo. A cambio, se va a la búsqueda de Ken, amigo de Ryu con el que compartía además de una amistad, un estilo de lucha aprendido por el mismo maestro y ella se interesó por él. Mientras tanto, C. Viper es vigilada por S.I.N. lo que acaba descubriendo e informa a los de S.I.N. que no tengan tanta desconfianza hacia ella y la dejasen concentrarse en su tarea. Unos días después, localiza a Ryu y se encuentra con él, llevándose con ella a un equipo para el análisis del Satsui No Hado de Ryu y le intenta provocar para que mostrase tal poder. Pero de pronto aparece Cammy y lucha contra ella para impedir que eso no ocurriese. C. Viper y Cammy luchan pero Cammy es vencida, y Ryu ve como su amiga es humillada de tal forma que causa la salida del Satsui No Hado convirtiéndose en Evil Ryu. C. Viper es atacada por él brutalmente y sabe que tiene intención de matarla y puede hacerlo con facilidad y ella consciente de ello, abandona el lugar y llega Sakura, e intenta calmar a Ryu. Tras esto, Sakura lleva a Ryu y Cammy a la casa de Ken, después, Ken, recibe una llamada de C. Viper y le dice a Ken que se uniese a ella y a su mujer, Eliza, en su "fiesta" en el barco, y ofrece ir a buscarla con la condición de llevar consigo a Ryu. Una vez Ryu, Ken, Chun-Li y Sakura infiltrados en el barco, son atacados por las fuerzas de seguridad. Mientras que Chun-Li y Sakura se ocupaban de ellos, Ken va a la búsqueda de Eliza y se encuentra a C. Viper y lucha contra ella y luego le comenta a Ken que Eliza esta en el compartimento de al lado y se larga con tu tarea ya hecha, reunir a Ryu con Seth en el barco.
C. Viper es ofrecida por S.I.N. a probar con profundidad el Battle Suit en el torneo de Street Fighter ya que ella afirmaba ser la única que ha usado las capacidades totales del traje al 100%. Con la prueba del traje se efectuaría después a su producción en masa según un ejecutivo de S.I.N., ya que esta organización se basa en el tráfico de armas y también de drogas.En ese lapso, surge una rivalidad entre C. Viper y Chun-Li debido a que aquella estaba interfiriendo en la investigación de la detective, la cual se concreta en un combate en el cual todo da a entencer que Chun-Li vence a C.Viper, pero esta se retira.
Con su participación en el torneo para probar el traje, consigue meterse en el BLECE Project y conseguir los suficientes datos para llevar ante la justicia a S.I.N. con motivo por haber matar a sus compañeros de la CIA, entre otra mucha gente sin ningún tipo de escrúpulos. A pesar de todo, Cammy elimina los datos de BLECE Project antes de que C. Viper pudiese haber hecho una copia, sin embargo, Chun-Li los consigue de otra manera poniendo al borde de la destrucción a S.I.N. con lo C. Viper informa sin más reparos de la muerte de Seth a sus superiores de la CIA y vuelve a su hogar con su hija Lauren.

## Marvel vs. Capcom 3: Fate of Two Worlds
En esta entrega de la saga Marvel vs. Capcom, con su salida en febrero de 2011, C. Viper es una gran sorpresa en ser uno de los nuevos personajes del Street Fighter IV que haga presencia. Durante meses atrás expertos en siluetas llegaron a ver en una de las páginas de Marvel vs. Capcom 3 un fondo de pantalla llegaba a verse varias siluetas de personajes entre esas una hasta arriba llegaba a verse una muy parecida a C. Viper según un experto lo vio y llegó a colocar una imagen comparada de C. Viper con la silueta, desde ese anuncio estuvieron llegando a preguntar directamente a la empresa de Capcom que si era cierto que C. Viper podría hacer presencia el cual los encargados no quisieron entrar en detalles aunque Seth Killian había advertido que primero las siluetas que se miraban algunos personajes quizá no llegarían aparecer al final del juego un rumor que quedó desmentido en este día de diciembre que al final fue confirmada C. Viper que formará parte de este gran juego.

En esta entrega de la saga Marvel vs. Capcom, C. Viper hace su gran aparecion junto con Storm(X-men) en los trailer y sus movimientos se basan en los mismos de Street Fighter IV que son ataques eléctricos y de fuego; incluso puede permanecer un tiempo en el aire como lo hace Iron Man. Después de derrotar a Galactus, C. Viper vuelve a uno de sus departamentos y se encuentra con Nick Fury haciéndole la gran propuesta de unírsele a S.H.I.E.L.D., por lo que queda en duda si se unió o no.

### Movimientos Principales
- Thunder Knuckle en posición de ataque:se desliza con su guante eléctrico en medio del campo, enseguida del guante se desprende una descarga eléctrica que impacta en el rostro de su oponente

- Thunder Knuckle en posición baja:da un golpe alto con su guante eléctrico, del cual se desprende una descarga que impacta en el dorso a su oponente

- Thunder Knuckle aéreo:se alza en medio del aire y realiza una descarga eléctrica con su guante, la cual imapacta sobre su oponente solo cuando este se alza en el campo

- Burning Kick:se alza en medio del y realiza un giro, de su bota se dispara un rayo que abraza a su oponente en llamas

- Seismic Hammer:coloca en el suelo del campo un dispositivo, impactado, su oponente caerá al suelo.

## Street Fighter: La Leyenda de Chun-Li
En este filme Crimson Viper es interpretado por la actriz Moon Bloodgood. Es conocida más por su nombre Maya pero aquí en la esta película se le conoce más como Maya Sunee es una agente de la Interpol y compañera de Charlie Nash, juntos con la ayuda de Chun-Li logran desmantelar la Organización mafiosa Shadaloo liderada por Bison.

## Apariciones

### Videojuegos
| Título                                  | Lanzamiento |
| --------------------------------------- | ----------- |
| Street Fighter IV                       | 2009        |
| Super Street Fighter IV                 | 2010-2011   |
| Marvel vs. Capcom 3: Fate of Two Worlds | 2011        |
| Ultimate Marvel vs. Capcom 3            | 2011        |

### Películas y animes
| Título                                           | Lanzamiento |
| ------------------------------------------------ | ----------- |
| Street Fighter IV: The Ties That Bind (anime)    | 2009        |
| Street Fighter: The Legend of Chun-Li (película) | 2009        |
| Super Street Fighter IV OVA (anime)              | 2010        |

## Crítica y recepción
C. Viper fue creada por Daigo Ikeno con urgencia debido a las peticiones de personas procedentes de países exteriores a Japón basándose en los gustos occidentales como mero experimento para saber cómo el público recibiría al personaje. La crítica no se hizo esperar y al principio pusieron su favoritismo en ella como uno de los mejores personajes nuevos de la entrega, admirando tanto su estética como sus movimientos y ataques. Sin embargo, también era acusada de ser un fallido intento de crear un personaje interesante y atractivo, y de poseer rasgos del típico personaje perteneciente a la serie SNK de lo cual, el equipo de desarrollo confirmó que tal semejanza fue involuntaria. Aunque cabe notar que Crimson Viper fue inspirada en la sensual actriz Angelina Jolie debido al constante parecido y similitud en el rostro.

## Datos adicionales
- Pasatiempos Hacer trucos de magia.
- Gusta Su hija Lauren, el dinero.
- Odia Hacer horas extras.
- Medidas 100-57-98